# João Duarte Silveira
João Duarte Silveira (Capivary, atualmente Silva Jardim, 17 de julho de 1865 — Petrópolis, 26 de maio de 1948) foi um militar brasileiro, coronel da Guarda Nacional. Ocupou vários cargos públicos na cidade de Petrópolis. Destacou-se pelo seu acentuado interesse pela preservação da história e do patrimônio histórico petropolitano.

## Biografia
Nascido da família Duarte Silveira de Capivary (atualmente município de Silva Jardim - Estado do Rio de Janeiro), João Duarte Silveira foi filho de Joaquim Saturnino Duarte Silveira e de Carlota Duarte Silveira, e neto de Saturnino Duarte Silveira. Casou-se com D.Leopoldina Lemos de Vasconcelos, e deste casamento teve quatro fílhos, Verlande, Radetski, Samideano e Tarquínio.
Homem público, Coronel da Guarda Nacional, Duarte Silveira ocupou diversos cargos na cidade de Petrópolis, em finais do século XIX e início do século XX. Foi também tabelião, historiador e leiloeiro.
Tendo adotado afetivamente a cidade imperial, Duarte Silveira passou a escrever sobre sua gente e seus costumes, bem como sobre a história local. Dentre suas obras destacam-se "Revivendo o passado" e "Os primeiros foreiros de Petrópolis".
Culturalmente, Duarte Silveira não se restringia a escrever. Ao longo de sua vida, foi adquirindo e colecionando um valioso acervo de documentos, fotografias, gravuras, e quadros, que mais tarde foram doados ao Museu Imperial de Petrópolis, formando-se a importante Coleção Duarte da Silveira, cujo acesso é livre para consultas e estudos.
Em 1938, Duarte Silveira foi um dos signatários do documento que criou o importante Instituto Histórico de Petrópolis.
Em homenagem póstuma a ele, foram batizados com seu sobrenome um bairro na cidade de Petrópolis, uma rua, e também uma escola.